# Altpapieraufkommen

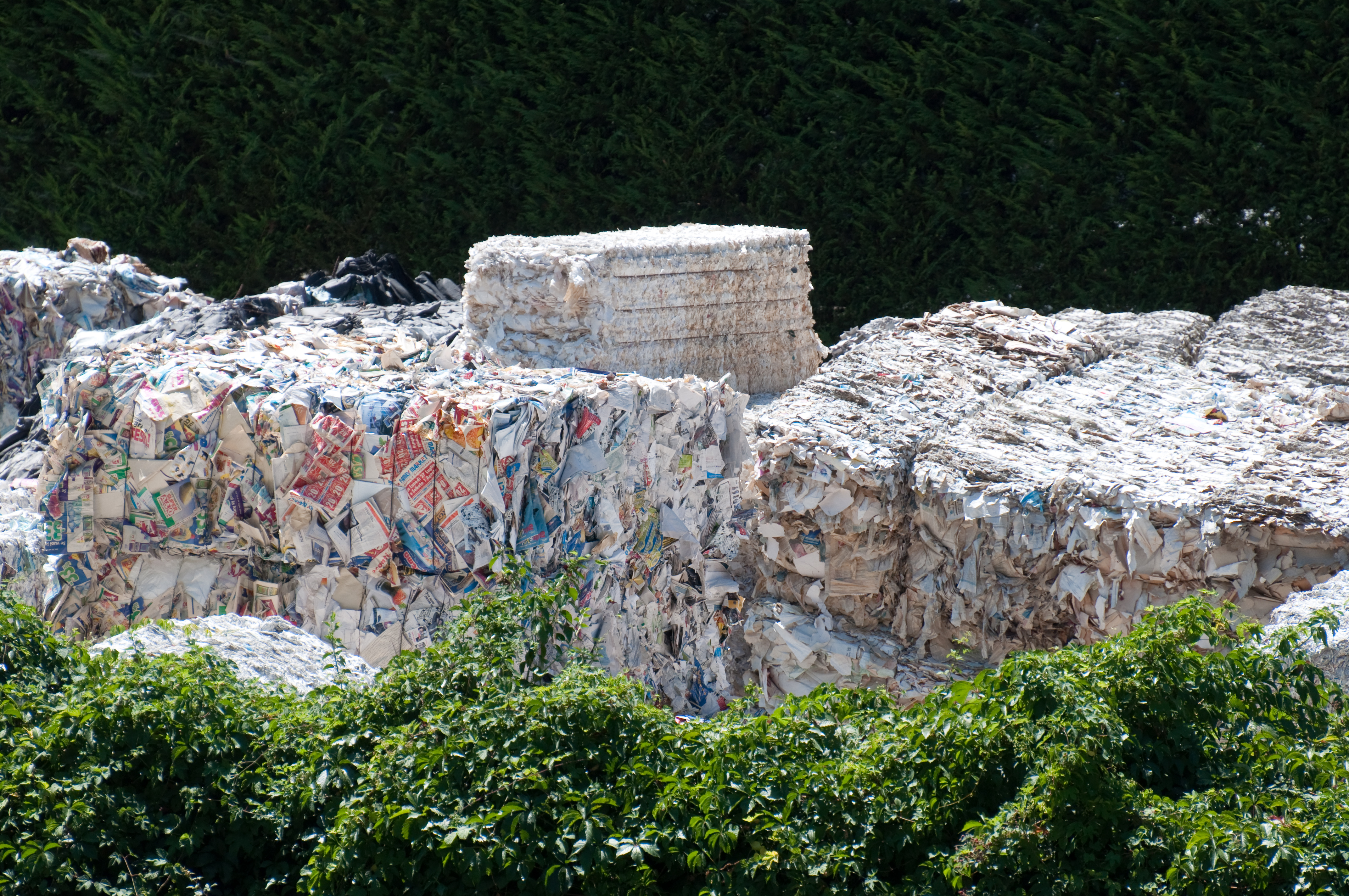
Altpapierballen in Italien

Das Altpapieraufkommen bezeichnet die Menge an Altpapier, die aus dem Inland zur Herstellung von Papier, Karton und Pappe zur Verfügung steht. Sie ist abhängig von der Altpapier-Rücklaufquote und bestimmt neben den gewünschten Papiereigenschaften die Altpapier-Einsatzquote der Papierindustrie.